# 중계운송주선
중계운송주선은 발송지의 제1의 운송주선인이 송하인의 위탁에 따라 최초 구간의 운송주선을 인수하고, 다음 구간에 대해서는 자기의 이름으로 위탁자의 계산으로 제2의 운송주선인에게 운송주선을 위탁하는 것이다. 운송구간을 세분할 경우 제3,제4 운송주선인에게 순차로 주선을 위탁할 수 있다.이 경우 발송지의 운송주선인은 위탁자로부터 운송물을 수령하여 운송인에게 운송물을 인도할 때까지의 사무를 담당하고, 도착지의 운송주선인은 도착한 운송물을 수령하여 수하인에게 인도할 때까지의 사무를 맡고, 중계지의 운송주선인은 중간지점에서 운송인이 교체될 때의 운송중계를 맡는다. 여기서 제2이하의 운송주선인, 즉 중계지와 도착지의 운송주선인을 중간운송주선인이라 한다. 상법 제117조와 제118조에서 말하는 순차운송주선은 이 형태의 운송주선을 뜻한다.

## 같이 보기
운송주선
운송업
운송물

## 참고 문헌
- 이철송,상법총칙•상행위,(서울: 박영사, 2014)